# István Szebeny
István Nándor Antal Szebeny (* 22. November 1890 in Budapest; † 11. März 1953 ebenda) war ein ungarischer Ruderer.

## Sport
István Szebeny begann mit seinen Brüdern Antal, György und Miklós beim Pannónia Evezős Egylet mit dem Rudern. 1911 traten sie aus dem Verein aus und gründeten den Hungária Evezős Egylet. 1911 und 1912 wurden die vier Brüder ungarischer Meister im Vierer ohne Steuermann. Bei den Olympischen Sommerspielen 1912 in Stockholm gehörten alle vier Brüder zur ungarischen Crew, die in der Achter-Regatta antrat. Der Ungarn-Achter schied jedoch im Vorlauf gegen den Achter vom Berliner Ruderverein von 1876 aus.